# Petre Moldoveanu
Petre Moldoveanu (ur. 24 czerwca 1925 w Bukareszcie – zm. 30 listopada 2005 tamże) – rumuński piłkarz grający na pozycji napastnika i trener piłkarski, były selekcjoner reprezentacji Gwinei.

## Kariera klubowa
Swoją karierę piłkarską Moldoveanu rozpoczął w klubie Sportul Studențesc Bukareszt, w którym zadebiutował w 1942 roku i w którym grał do 1946 roku. W latach 1946–1948 był piłkarzem klubu CFR Caracal. W 1948 roku przeszedł do CCA Bukareszt. W latach 1951, 1952 i 1953 trzykrotnie z rzędu wywalczył z nim tytuł mistrza Rumunii, a w 1954 roku został wicemistrzem tego kraju. Zdobył też cztery Puchary Rumunii w latach 1949, 1950, 1951 i 1952. W 1958 roku odszedł do Progresulu Bukareszt, w którym w 1958 roku zakończył karierę.

## Kariera reprezentacyjna
W reprezentacji Rumunii Moldoveanu zadebiutował 29 listopada 1949 roku w wygranym 4:1 towarzyskim meczu z Albanią, rozegranym w Tiranie. Od 1949 do 1952 rozegrał w kadrze narodowej 5 meczów.

## Kariera trenerska
Po zakończeniu kariery piłkarskiej Moldoveanu został trenerem. Prowadził takie kluby z Rumunii jak: CS Târgoviște (1963-1964), Siderurgistul Gałacz (1964-1965), Progresul Bukareszt (1966–1967, 1971, 1980–1981 i 1982–1983), CSM Suceava (1972-1973) i Universitatea Kluż (1977–1978). W latach 1974–1977 był trenerem gwinejskiego Hafia FC. Wywalczył z nim trzy mistrzostwa Gwinei w latach 1975, 1976, 1977 oraz doprowadził klub do zdobycia Pucharu Mistrzów w 1975 roku.
W latach 1975–1976 Moldoveanu był selekcjonerem reprezentacji Gwinei. W 1976 prowadził ją w Pucharze Narodów Afryki 1976 i doprowadził ją do wicemistrzostwa Afryki.